# 家元
家元（いえもと）とは、日本の芸道などを家伝として承継している家系のこと。また、その家系の当主個人を指しても用いられる。

## 概要
日本の伝統的な芸能、芸道において、その流儀の最高権威伝承者またはその家系を指す。近代以前は一般的に世襲され、現在でもその傾向がきわめてつよいが、実際には養子・婿入りによって流内の有力者・実力者をその家系に組みこむなど、単純な血縁による世襲とも言いきれない部分がある。
通常、流内の政治的な把握と、芸事に関する指導とをともに行い、流儀の正統性の由来とされることが多いが、場合によっては家元のほかに宗家を置くこともある（家元と宗家の上下や関係、役割分担は流儀ごとに千差万別である）。家元の主な役割は、流儀の政治的統率、芸事の掌握と規範性の保持、免状・資格の発行、玄人の養成などがあげられるが、近年は流儀の玄人会がこれに代わるちからを得ている場合も多く、家元と流儀内の権力関係についてはさまざまな状態が混在している。
なお能などの分野では慣例的に家元を宗家と言習わして、家元の語を用いない場合がある。
家元の存在する分野としては、各種の武術・武道、江戸期の公家家職に由来する有職故実・礼式の類、香道、華道、茶道、書道、盆庭工芸、能楽、邦楽、日本舞踊、東八拳などがある。囲碁、将棋のようにかつては存在していた家元制度が失われた分野もある。ただし、西山松之助　『家元の研究』にみるように江戸時代における大半の武術流派には家元制度はとられてはいなかった。
歌舞伎や義太夫といった舞台芸術の家元について長唄の松島庄十朗は、かつては自らを家元と称する人は少なかったが、それが明確化されたのは国家総動員法に基づいた「技芸者之証」発行以降であると語っている。
また過去に無かったものの後世になって家元制度が置かれているという場合があり、一例に「落語立川流」がある。これは落語協会を飛び出してきた立川談志が自ら家元となり創設したもので、それまでは落語家の団体に家元制度は無かった。しかし、談志の死後は家元制度を廃止して談志の弟子たちが代表や理事となって運営している。

## 家元制度
家元を中心として流儀の統率を行う制度を家元制度と称する。その内容ははなはだ多様であって一概に語ることは難しい。
1. 世襲による家元に流儀の芸事に関する規範性・正統性を求め、流儀の同一性を保持すること
2. 家元を政治的な権威として流儀内の統率を行い、上意下達方式を中心にして流儀の運営を行うこと
3. 経済的には流儀内の素人、玄人（職分）などから資金を集めこれを流儀全体のために家元が再分配するかたちをとっていること（支部で免状を出した場合、認定料の半分が本部に行き、半分が支部の手元に残る等）
4. 免状発行の権限が家元にあること
5. 家元個人またはその家の私的な部分と流儀の公的な部分とが未分化な状態にあり、家元の存在そのものが流儀の根幹にかかわる制度をしいていること、などが特徴として挙げられる。

吉田和男は「日本の文化活動を維持してきたのは、一種のクラブである家元制度である。これは日本製の組織の形成である「講」の一種である。それは、一種のネズミ講のように、構成員が教えるものと教えられるものとして連鎖的に広がり、自ら供給し、自ら需要する形態をとる。」と述べている。（実際は違法行為である実体のないネズミ講とは全くの別物。マルチ講の間違いかと思われる）
家元制度は芸の同一性を保持し、流儀を中央集権的にまとめあげて一体感をもたらす意味では非常に効率的であるが、一方で資金や労力の面で流儀を実質的に支えている人々の意見が制度として反映されがたいという非民主的な側面も持ちあわせている。これに加えて流儀内の資金管理における税法上の問題、あるいは家元代替りに際しての贈与税・相続税の負担による家伝の装束や伝書などの散逸の危険性、さらに芸事に関して家元がこれを充分に管理する能力に欠ける場合の流儀の運営問題などから、近年では家元制度を保持しつつ、実質的な芸事の管理、資金の出納については流儀の法人がこれを行うというかたちが多く見られるようになってきた。
伝統のある家元の名跡を残しつつ世襲制を改める例もある。囲碁の本因坊は世襲であったが、二十一世本因坊秀哉が引退する際に日本棋院に名跡を譲渡し実力制に移行した。

## 起源
家元の起源は古く、実質的には平安時代にすでに「歌仙正統」の御子左家が登場しており、雅楽に関しては奈良時代に家芸として確立していた例も知られている。こうしたものは宮廷における諸行事の際の役割分担が世襲化したものである。これらは武士の台頭とともに一時は衰退することになるが、新興の武家が公家文化を受容することで自らの権威付けを図る風潮が盛んになり復活していく。一方、武家社会でも鎌倉時代から小笠原家のような故実家が成立していたが、室町時代末期から江戸時代初期にかけて武家独特の様々な家芸を伝える家が成立していく。しかし今日イメージされるような家元制度は富裕町人層によって文化人口が爆発的に増えた江戸時代中期以降のものである。
「家元」という呼称自体も家元制度とほぼ同じ時代になってからのもので、宝暦7年（1757年）の馬場文耕『近世江都著聞集』が初見とされる。それに先だって元禄期には寺院の住持を出す家系のことを寺元、家元、里元などと呼んでいた。
家元というシステムの根幹の一つに秘技秘伝を相伝することによる家芸の独占化があるが、これはおそらく仏教とくに密教の伝来がその発端であると考えられている。すなわち師に対して帰依しその教義を受け継いでいくという姿が、家元に入門して秘技相伝を受けるという形式の原型となったと考えられるのであり、密教の印信が様々な流派における相伝書の手本であったと言える。これは世襲であることを必要としないが、一子相伝の形をとることによって家元の正統性が強調されるようになる。
また、江戸時代に官学となった朱子学系の思想的影響も受けていると指摘されることがある。師に無心に尽くすこと、家元の絶対性を是認することなど、家元による封建的・世襲支配構造などは朱子学の根幹をなす思想であり、非常に共通点が多い。社会構造が大きく変化した近代以降は、流派の再編や女性家元の登場など、家元の様態も質的な変化を遂げることになった。
家元制度の特色として、家元と門人との間を名取りや師範などが介在する階層構造を取ることがあげられるが、こうした構造は熊野詣の御師－先達－檀那という階層構造や、浄土真宗本願寺教団の法主 - 一家衆 - 末寺 - 門徒という構造がその原型として考えられる。特に本願寺教団では法主が世襲して宗教的権威を誇り、門徒の喜捨を集め、「後生御免」という一種の免状発行権を独占したという点で家元制度に近いものとだと考えられる。